# Kerstboom

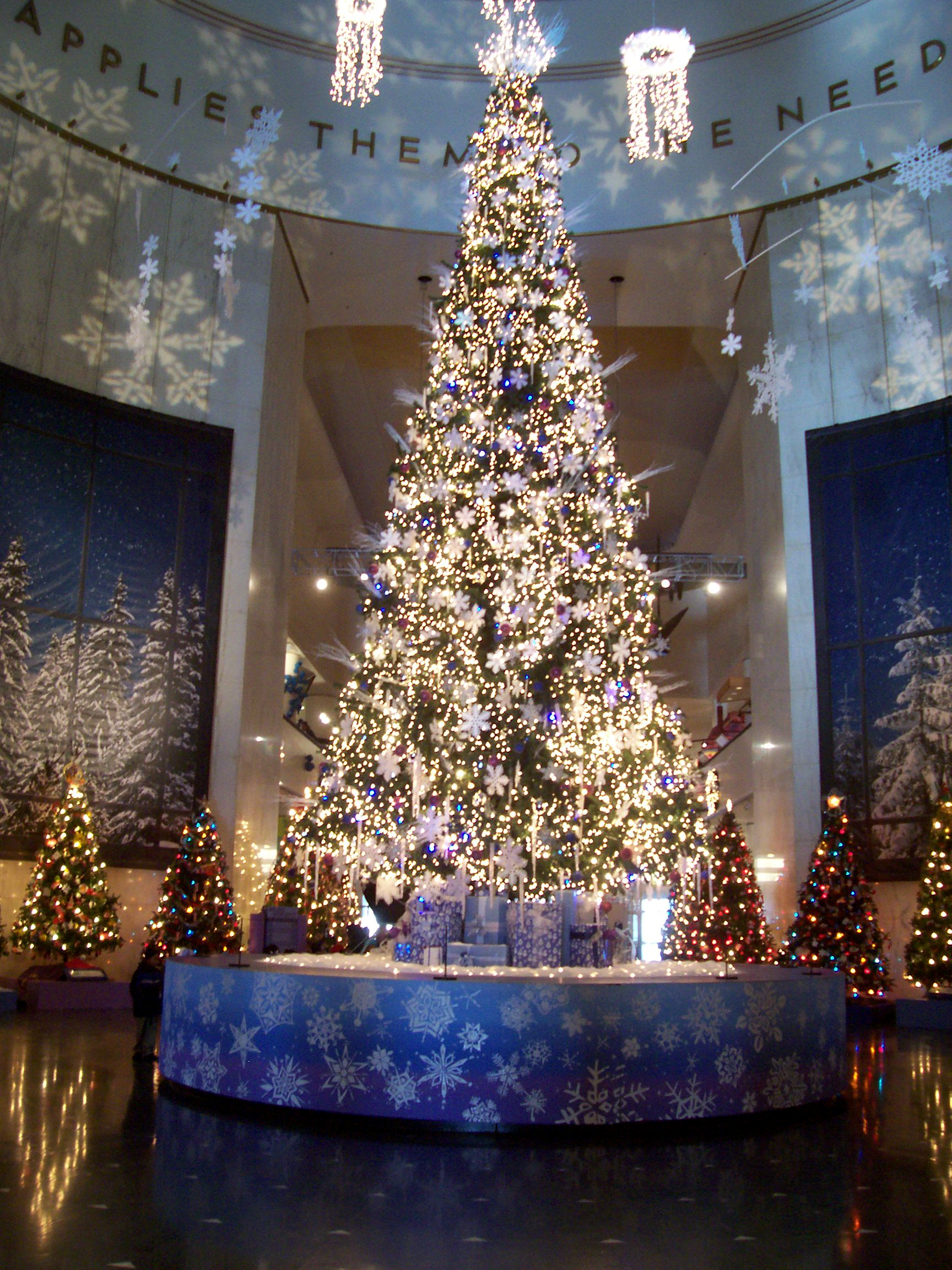
Kerstboom in het Museum of Science and Industry in Chicago

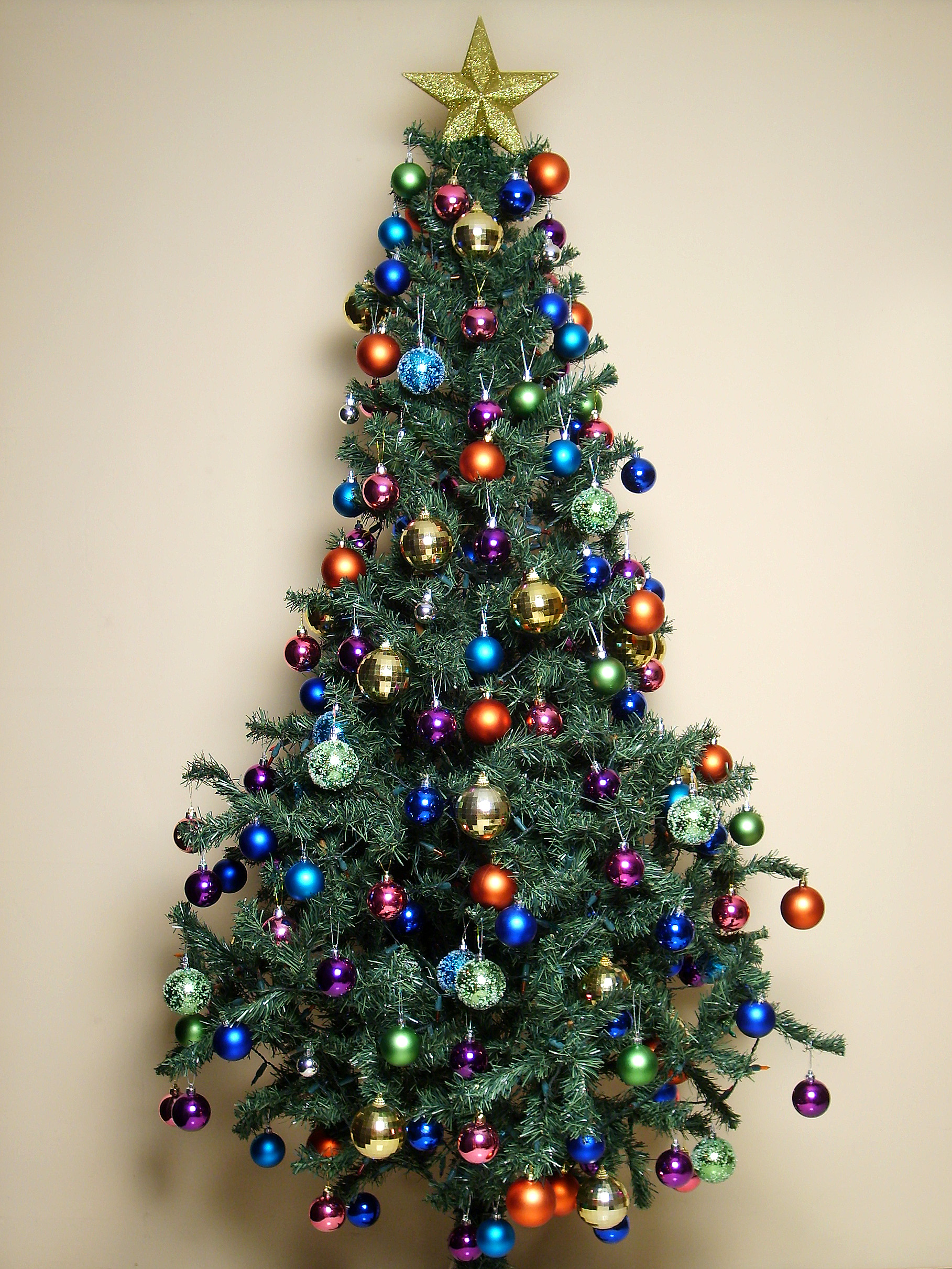
Een kerstboom met kerstballen

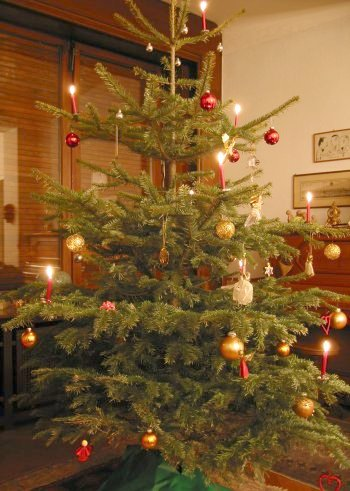
Nordmann-spar als kerstboom

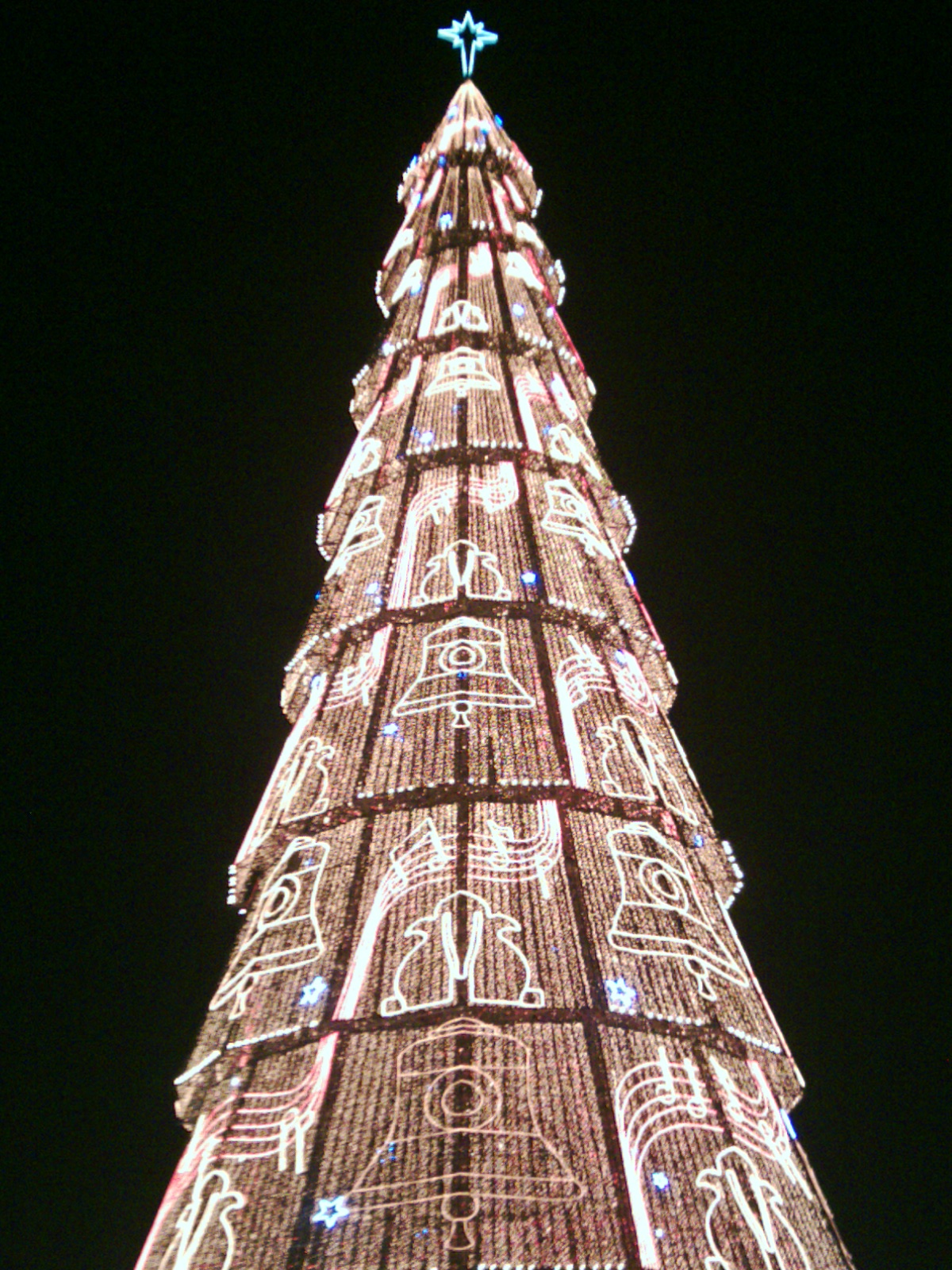
In 2006 stond de grootste 'kerstboom' van Europa in Lissabon

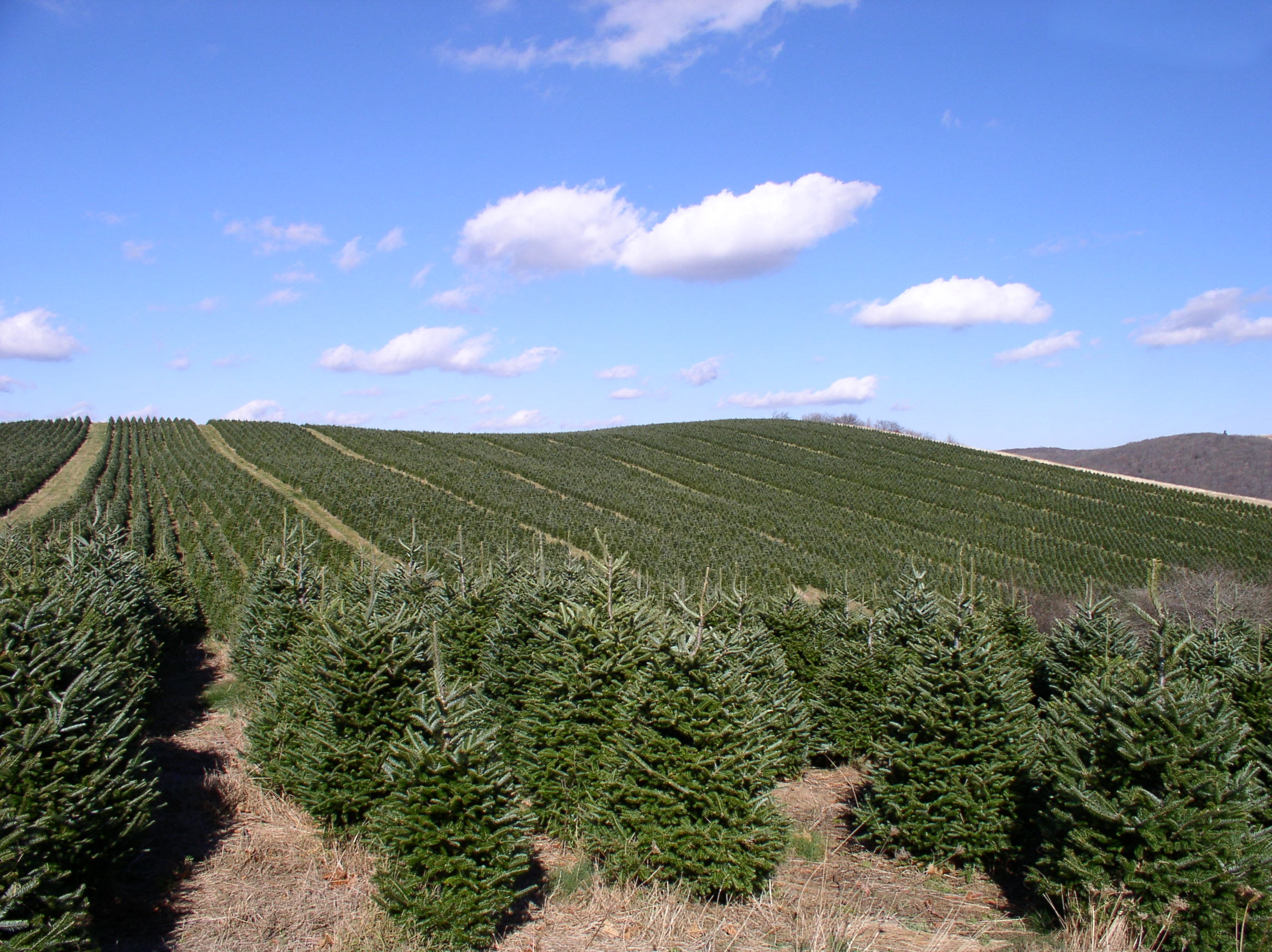
Fraserspar

Een kerstboom is een naaldboom die traditioneel voor Kerstmis in huis wordt gehaald en versierd met kaarsjes, ballen, slingers, engelenhaar, diverse decoratieve figuren zoals engelen, rendieren, pakjes, en soms een piek. Deze traditie heeft zich uitgebreid naar het plaatsen van verlichte en versierde bomen op pleinen, in parken, straten en tuinen.
In veel steden en dorpen wordt een grote verlichte kerstboom opgesteld, gewoonlijk op een marktplein of een andere centrale locatie. Een van de beroemdste voorbeelden is de fijnspar die jaarlijks in Rockefeller Center in New York wordt neergezet. Deze boom, die doorgaans een hoogte heeft van 22 tot 28 meter, wordt versierd met tienduizenden lichtjes. De ceremonie van het ontsteken van de lichtjes vindt plaats tijdens een twee uur durende show op de woensdag na Thanksgiving en wordt live op televisie uitgezonden.
Het moment waarop de kerstboom wordt opgetuigd, varieert per streek en religie. In Nederland en België heerst de ongeschreven regel dat kerstbomen en andere kerstversieringen pas na het sinterklaasfeest (5-6 december) worden aangebracht. Uiterlijk met Driekoningen (6 januari) dient de boom weer te worden verwijderd. Vroeger bleef de boom soms staan tot Maria-Lichtmis. Er bestaat een opvatting dat het verwijderen van de boom vóór Driekoningen ongeluk zou brengen, hoewel deze mening minder wijdverbreid lijkt; veel Nederlanders halen de kerstboom al rond de jaarwisseling weg. In Duitsland is het traditioneel om de kerstboom pas op de ochtend van 24 december op te tuigen, om vervolgens 's avonds de kerstcadeaus eronder te leggen.

## Oorsprong en ouderdom van het gebruik
In de Romantiek doken theorieën op dat de kerstboom een Oudgermaanse oorsprong zou hebben, waarbij de boom (eik) centraal stond in een midwinterviering (eigenlijk de kortste dag). Als de boom in de winter te oud was, werd deze verbrand voor warmte. Voor deze speculaties ontbreekt bewijs. In een Frankische tekst uit de 13e eeuw wordt voor het eerst een groene boom vol kaarsen beschreven. Vanaf de zestiende eeuw zijn er daadwerkelijk kerstbomen bekend. Later plaatsten inwoners van de Elzas een boom, versierd met kaarsen, klatergoud, gekleurd papier, appels, koek en suikergoed in hun huis. Dit gebruik waaide pas halverwege de 19e eeuw over naar andere West-Europese landen, waaronder Nederland en België.
In christelijke kerken speelde de kerstboom lange tijd geen rol. De kerstboom heeft met de inhoud van het christelijke kerstfeest immers niets te maken. Hoewel er sprake is dat Luther de kerstboom introduceerde is dit verhaal een verzinsel. Zijn uiteindelijke doorbraak beleefde de kerstboom in de 18e eeuw, toen de populaire schrijver Johann Wolfgang Goethe hem een rol gaf in zijn werken. In de 19e eeuw verschenen er zelfs kerstbomen in Duitse Lutherse kerken. In de negentiende eeuw heeft het Réveil een belangrijke rol gespeeld bij de introductie van de kerstboom. Rond die tijd begon de kerstboom ook buiten Duitsland te wortelen: Duitse winkeliers die in het buitenland woonden, namen de traditie mee. In Groot-Brittannië drukte de krant Illustrated London News in 1848 een prent af van de Britse koninklijke familie rond een kerstboom. De tekening van koningin Victoria en prins Albert bezorgde de kerstboom volgens historici zijn doorbraak in Engeland, al was het niet de eerste keer dat er een in Windsor Castle stond. Als kind had koningin Victoria namelijk kennisgemaakt met de kerstboom: haar grootmoeder van vaderszijde, Charlotte van Mecklenburg-Strelitz, was een Duitse prinses. In de jaren 1840 zetten Victoria en haar man, een prins uit Duitsland, de kersttraditie voort. Rond diezelfde tijd deed de kerstboom bij het Nederlandse hof zijn intree; bij kroonprins Willem en zijn Duitse vrouw Sophie.
Vooral de protestanten hebben de kerstboom in de 19e eeuw omarmd. Katholieken deden dat pas in de jaren '50 van de 20e eeuw. Voor katholieken speelde tot dan toe alleen de kerststal een centrale rol. Kenden in Nederland in eerste instantie alleen rijke vrijzinnige protestantse gezinnen het gebruik van een spar in huis, de zondagsschool bezorgde hem brede populariteit. De zondagsschool, opgericht door figuren uit het Réveil, was niet alleen een geschikte manier om het evangelie te verspreiden maar ook om armen van middelen te voorzien. Sindsdien staat de kerstboom volgens sommige kerken symbool voor 'het Licht'.

## Heden
In 2009 veroorzaakte De Haagse Hogeschool opschudding door te besluiten dat jaar voor het eerst geen kerstboom te plaatsen, vanwege het 'internationale karakter en de diversiteit' binnen de instelling. De school beschouwde de kerstboom als 'redelijk gerelateerd (...) aan een christelijk feest' en koos ervoor alleen slingers en lampjes op te hangen, rond het thema 'licht en warmte'. Dit thema, volgens de directie, kon door iedereen op zijn eigen manier worden ingevuld. Als reactie hierop besloten studenten zelf kerstbomen in het schoolgebouw te plaatsen. In Brussel leidden eind 2012 plannen om de traditionele kerstboom op de Grote Markt te vervangen door een constructie met lichtgevende kubussen tot veel weerstand.

## Kerstbomenverkoop
De traditionele straathandel als verkoopkanaal van kerstbomen is de laatste jaren verschoven naar het grootwinkelbedrijf, tuincentra en internet. Dit heeft vooral te maken met de huidige cultuur van 'one-stop shopping'. Men heeft steeds minder tijd om een kerstboom op straat te kopen. Men gaat liever naar een centraal punt waar men tevens de rest van de dagelijkse boodschappen kan doen. Het verkopen van kerstbomen via internet begint ook steeds populairder te worden.
Tuincentra en grootwinkelbedrijven gebruiken de kerstboom als middel om bezoekers naar hun winkel te lokken. De kerstboom wordt daar tegen een concurrerende prijs aangeboden. De winst tijdens de kerstdagen wordt niet gemaakt op de kerstbomen, maar meer op kerstversiering en andere toebehoren.
Uit milieuoverwegingen maken adoptie-, huur- of statiegeldbomen opgang. De bomen (met kluit) worden gehuurd en kunnen na de kerstdagen weer ingeleverd worden, waarna ze herplant worden.
Het gros van de kerstbomen komt uit Scandinavië, de Ardennen en het Sauerland.

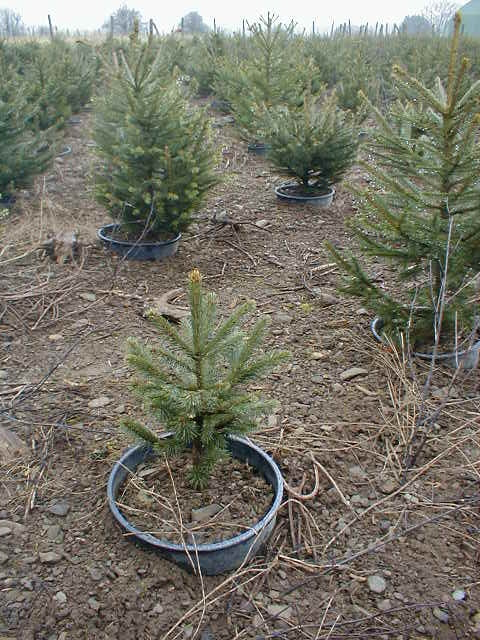
Kerstbomen worden in een pot gekweekt
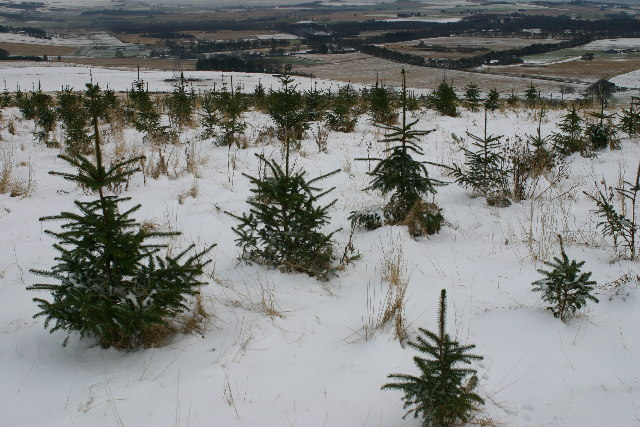
Kerstbomen op een heuvel
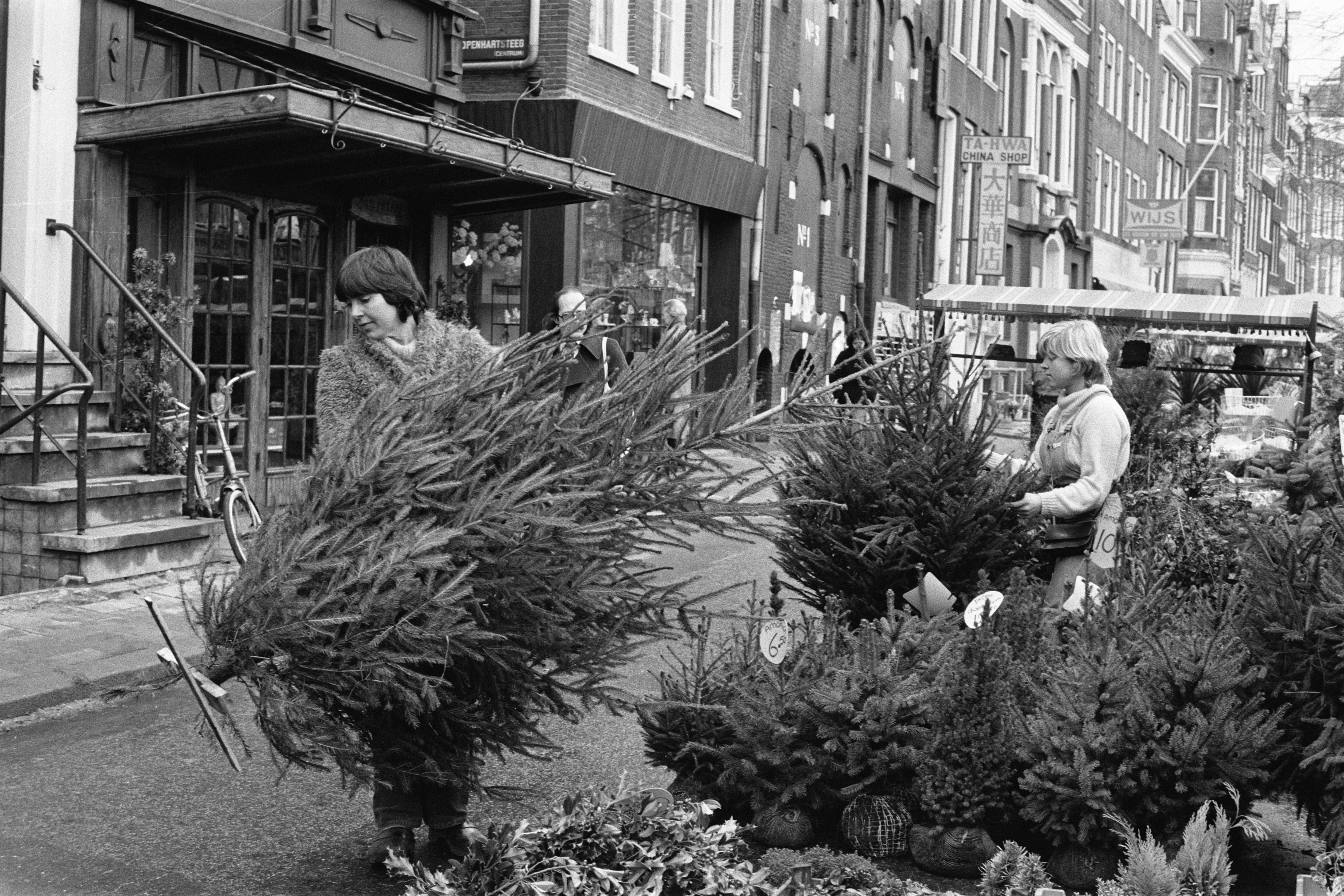
Kerstbomen te koop op de Amsterdamse Bloemsingel, 4 december 1980
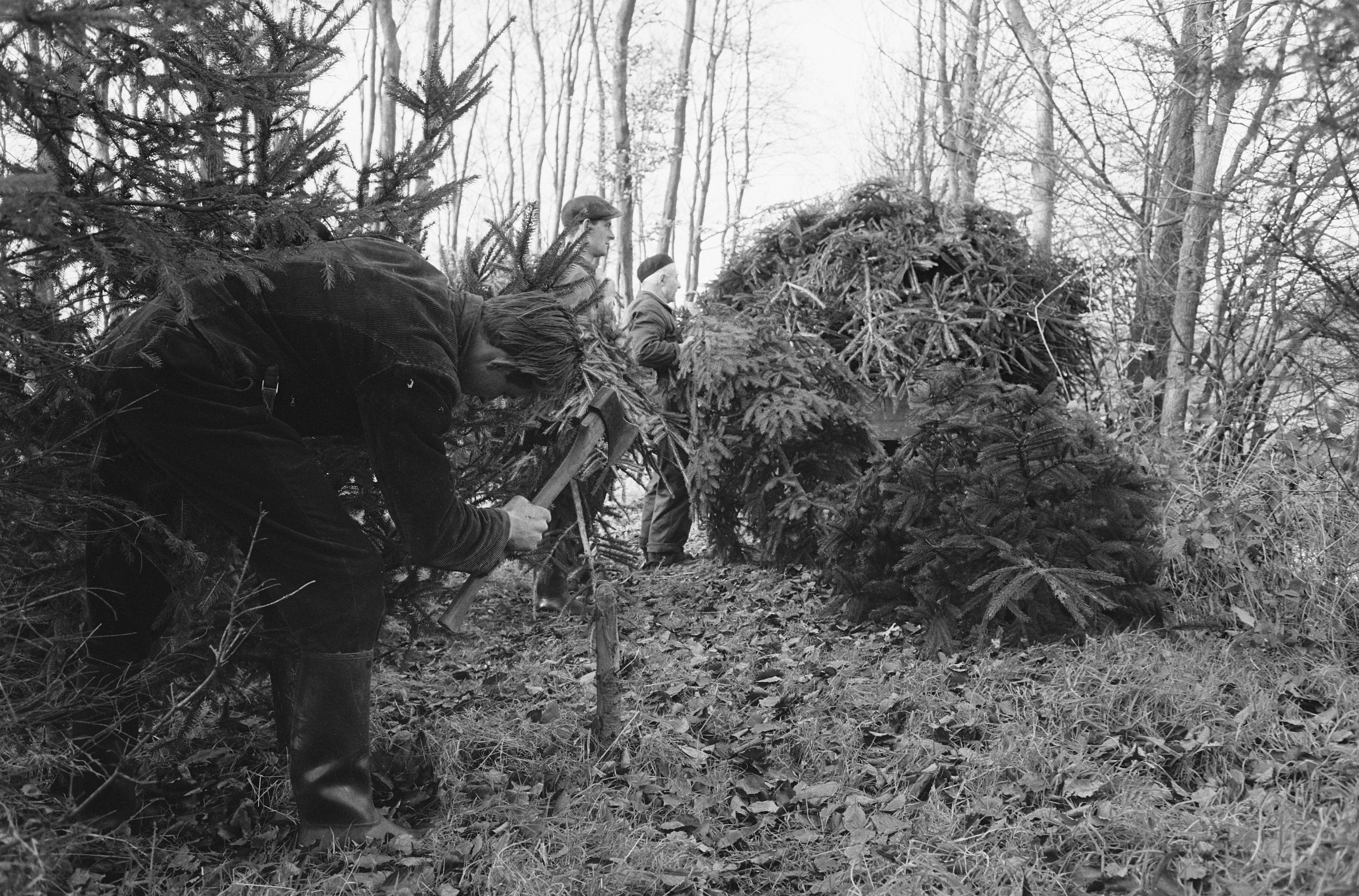
Kerstboom kappen op landgoed "Pijnenburg", 1961
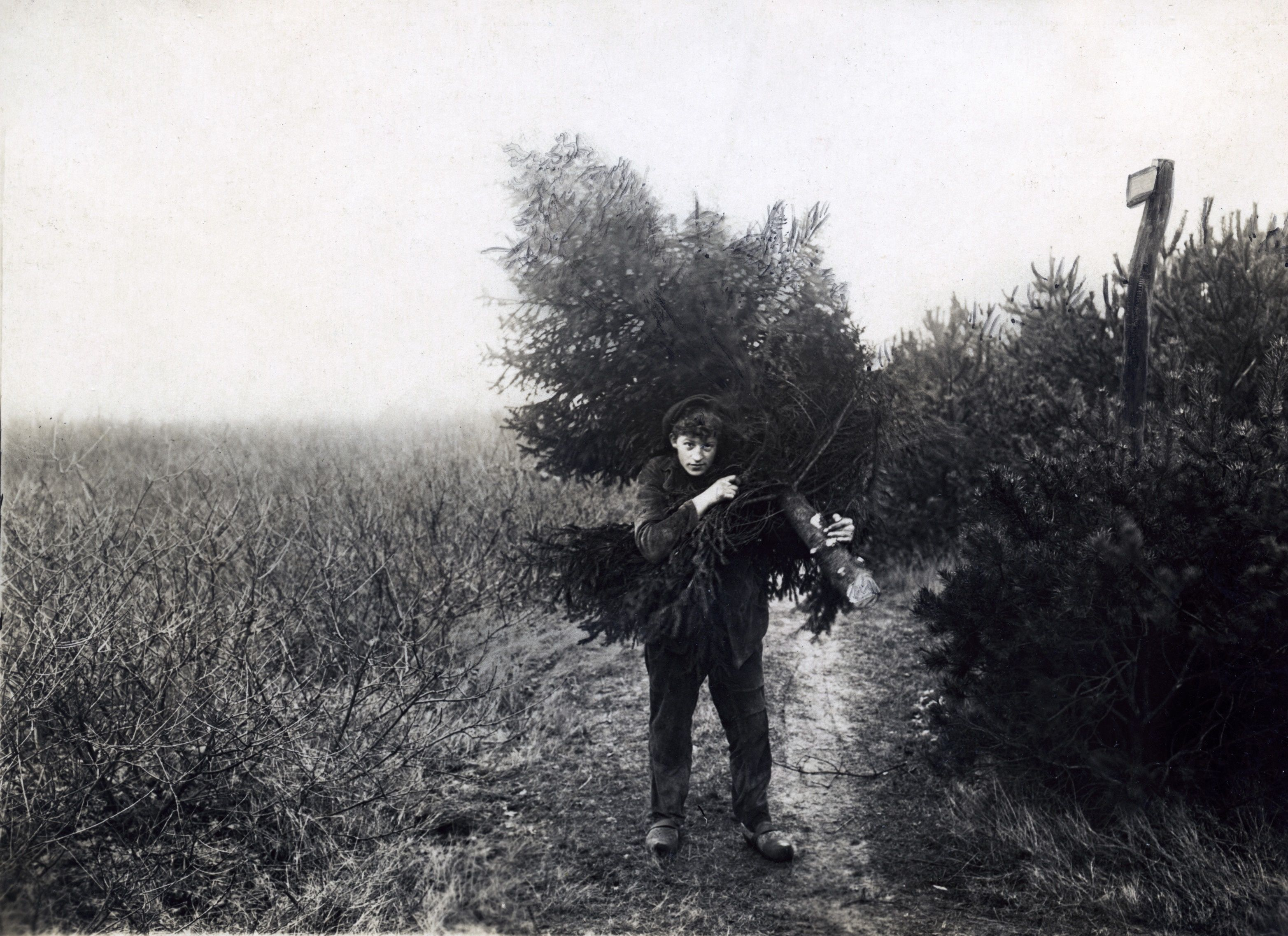
Kerstbomen voor de verkoop in Het Gooi. Een jongeman loopt met een grote nèt gekapte boom op zijn schouder. Nederland, 1912

## Boomsoort
Kerstboomverkopers verkopen anno 2013 voornamelijk de fijnspar (Picea abies), de Nordmann-spar (Abies nordmanniana), de Servische spar (Picea omorika), de blauwspar (Picea pungens) en de fraserspar (Abies fraseri). De naalden van de Nordmann-spar vallen minder snel uit dan die van de fijnspar. Ook andere soorten uit de geslachten zilverspar, spar, den en Pseudotsuga zijn in gebruik als kerstboom. Het Duitse kerstlied O, Tannenbaum is vertaald als O, dennenboom, wat vermoedelijk terecht is, aangezien zowel spar als den oude Nederlandse woorden voor naaldboom waren. De laatste decennia wordt de naam den meestal gereserveerd voor wat vroeger pijnboom heette (het genus Pinus).

## Kunstkerstboom
Naast de levende kerstboom bestaan er ook kunstkerstbomen, die vooral in tuincentra en webwinkels te koop zijn. Dergelijke bomen zijn meestal opgebouwd uit een metalen frame en vlamvertragende kunststof. Soms zijn in de punten van de takken lichtjes ingewerkt. Dit is gedaan om de boom een zo afgewerkt mogelijke vorm te geven.
Tegenwoordig kan men bij de kunstkerstboom een spuitbus met de geur van een echte boom kopen om de illusie te wekken een 'echte' boom te hebben. Een voordeel van een kunstkerstboom is dat deze elk jaar opnieuw kan worden gebruikt. Een kunstkerstboom (gelijkend op een levende boom) is gemaakt van plastic. Voor de productie is (eindige) fossiele brandstof benodigd, waardoor deze in ecologische zin niet per se duurzamer is/beter is voor het milieu ondanks dat deze meermaals kan worden gebruikt.
Ook bestaan er kerstbomen van keramiek.

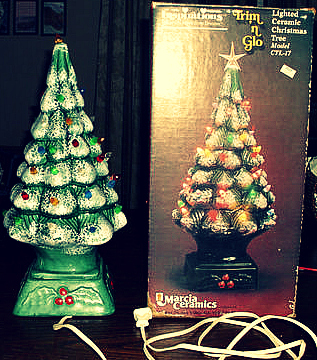
Kerstboom van keramiek
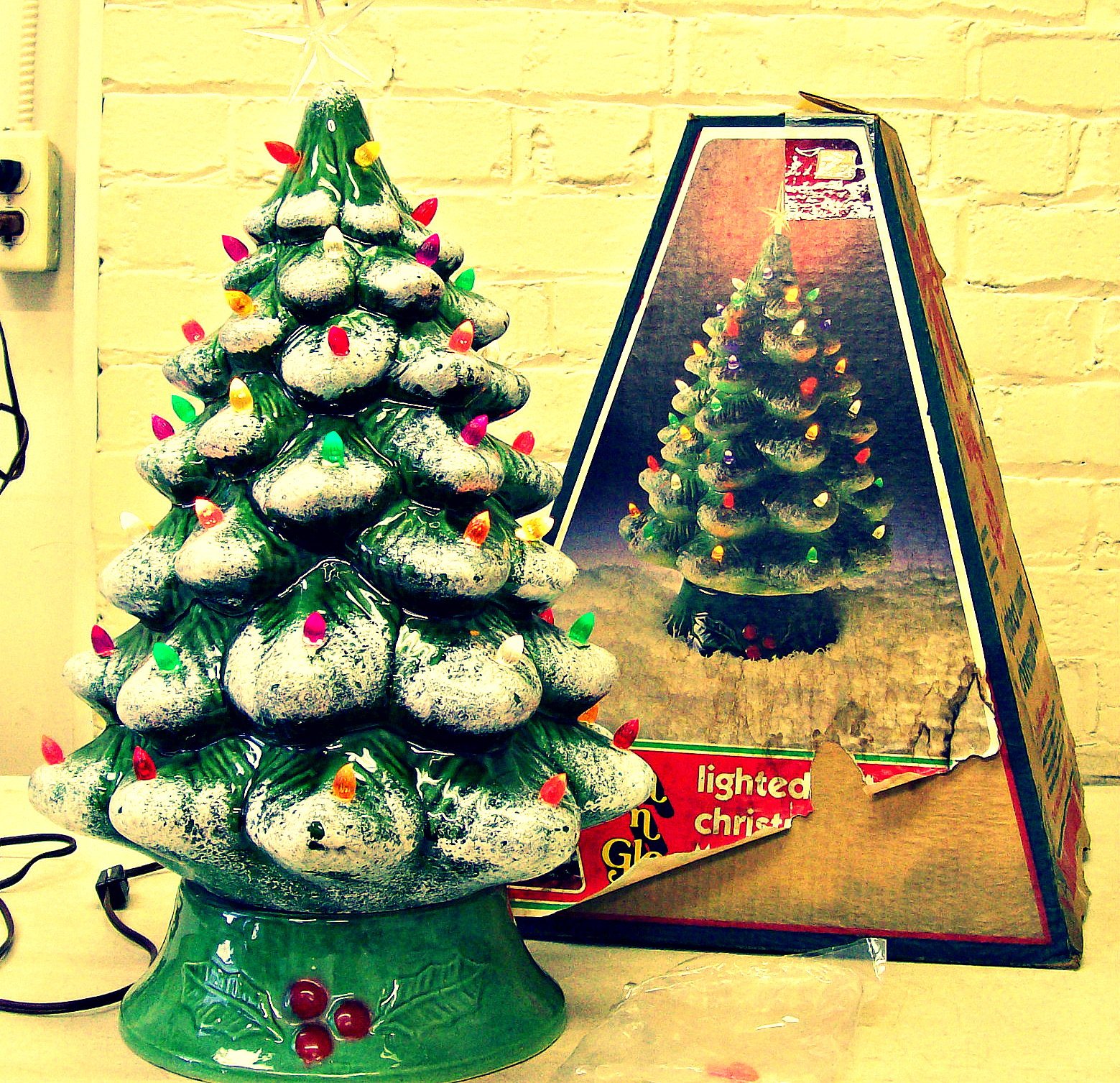
Kerstboom van keramiek

## Versiering

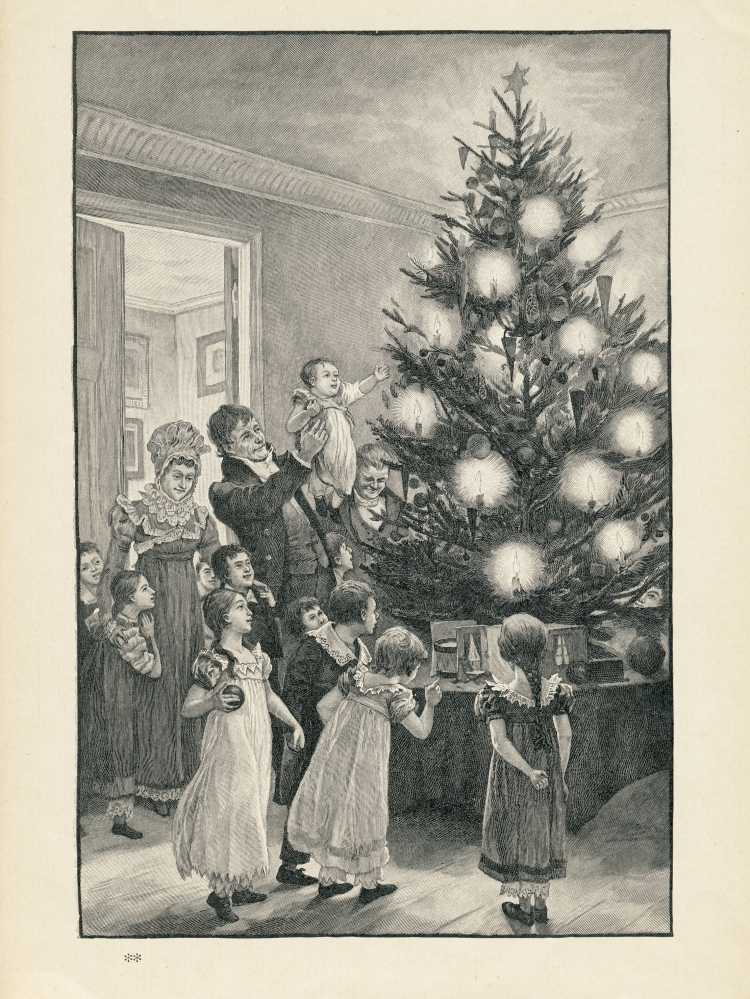
Gezin bij de kerstboom: Sprookjes van H.C. Andersen, werelduitgave, 1899-1900

Een kerstboom wordt vaak versierd. Enkele bekende onderdelen van de versiering:
- slingers om de kerstboom;
- kerstballen en andere hangende versiersels;
- een piek, ster of engel op de punt van de kerstboom;
- een kerststal onder de boom (vaak bij gelovigen);
- cadeaus onder de kerstboom;
- engelenhaar;
- kerstboomverlichting, vaak slingers van lampjes die om de boom gewikkeld worden;
- kerstdorp, aardewerken miniatuurhuisjes.
- lametta, metalen stroken die de ijspegels aan de boom symboliseren.

In vele landen en regio's komen vaak eigen kerstboomgewoonten voor. In Scandinavië bijvoorbeeld worden traditioneel ook gevlochten papieren hartjes en/of kleine figuurtjes van stro of berkenbast in de boom gehangen en staat er tegenwoordig ook vaak een zelfgebakken peperkoekhuisje of een strooien kerstbok bij de boom.

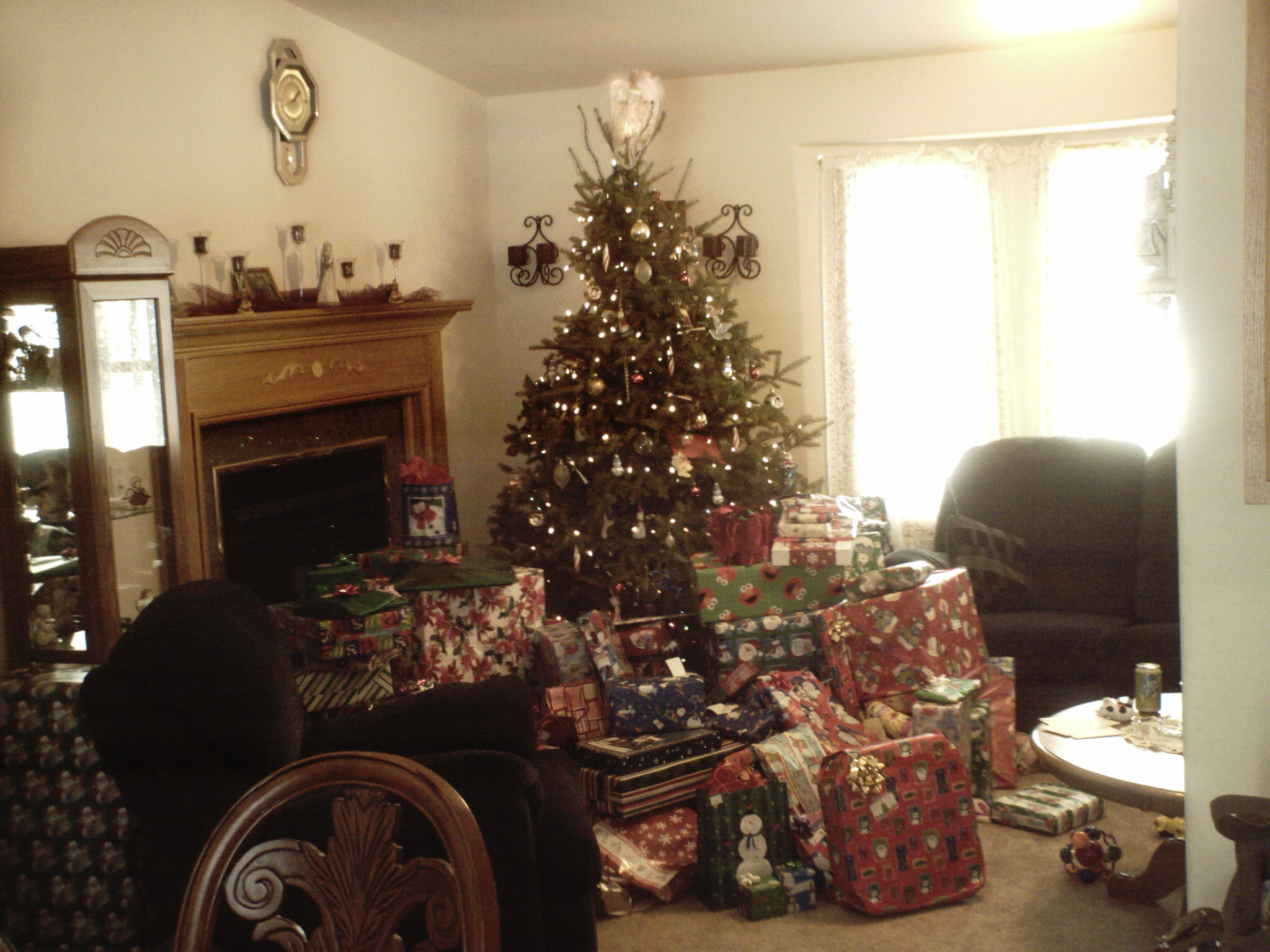
Kerstboom met veel kerstcadeaus

## Kerstboomverbranding

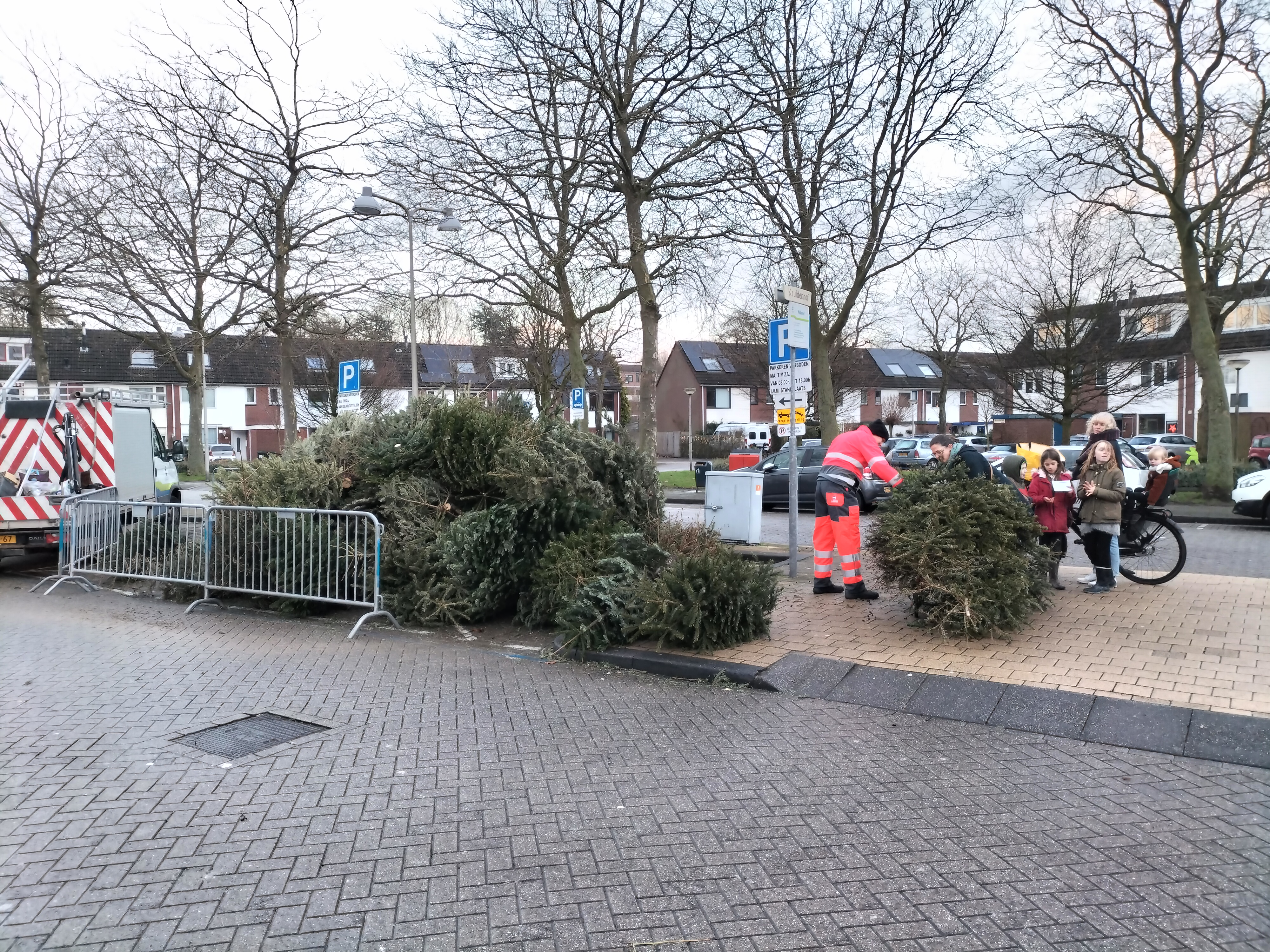
Kerstbomen inleveren te Diemen

Aan het begin van het nieuwe jaar organiseren veel Nederlandse en Vlaamse gemeenten een zogeheten kerstboomverbranding, waarbij kerstbomen worden verbrand. Vooral jongeren zijn actief betrokken bij het verzamelen van kerstbomen, die ze inleveren op een aangewezen plaats. De kerstbomen worden dan op een avond onder toezicht van de brandweer in brand gestoken.
In de jaren zeventig en tachtig was het onder grote groepen jongeren populair om kerstbomen te verzamelen en deze op kruispunten of pleinen "eigen beheer" te verbranden. Deze traditie werd vooral in Den Haag enthousiast door veel buurtjongeren beoefend. De onderlinge strijd tussen buurtgroepen kon hevig zijn, soms met gewonden als gevolg. Deze traditie stond bekend als "Kerstbomen rausen", of op z'n Haags: "kegsbaume rausen", en wordt bezongen in het lied O o De Haag van Harry Klorkestein. Vanaf de jaren negentig werd het eigen beheer verbranden van kerstbomen steeds vaker verboden vanwege de kosten van asfaltreparaties en de veiligheidsrisico's voor omwonenden.
Om kerstboomverbrandingen te ontmoedigen, bieden veel gemeenten rond Driekoningen kinderen de mogelijkheid om kerstbomen in te leveren bij de gemeente. Ze ontvangen dan een kleine vergoeding (vaak €1 of €0,50 per boom), een waardebon of een lot. De ingeleverde bomen worden vervolgens vernietigd met een houtversnipperaar.

## Grootste

### Ter wereld
De grootste kerstboom ter wereld staat in het Italiaanse Gubbio, met zo'n ruim 700 meter.

### In Nederland

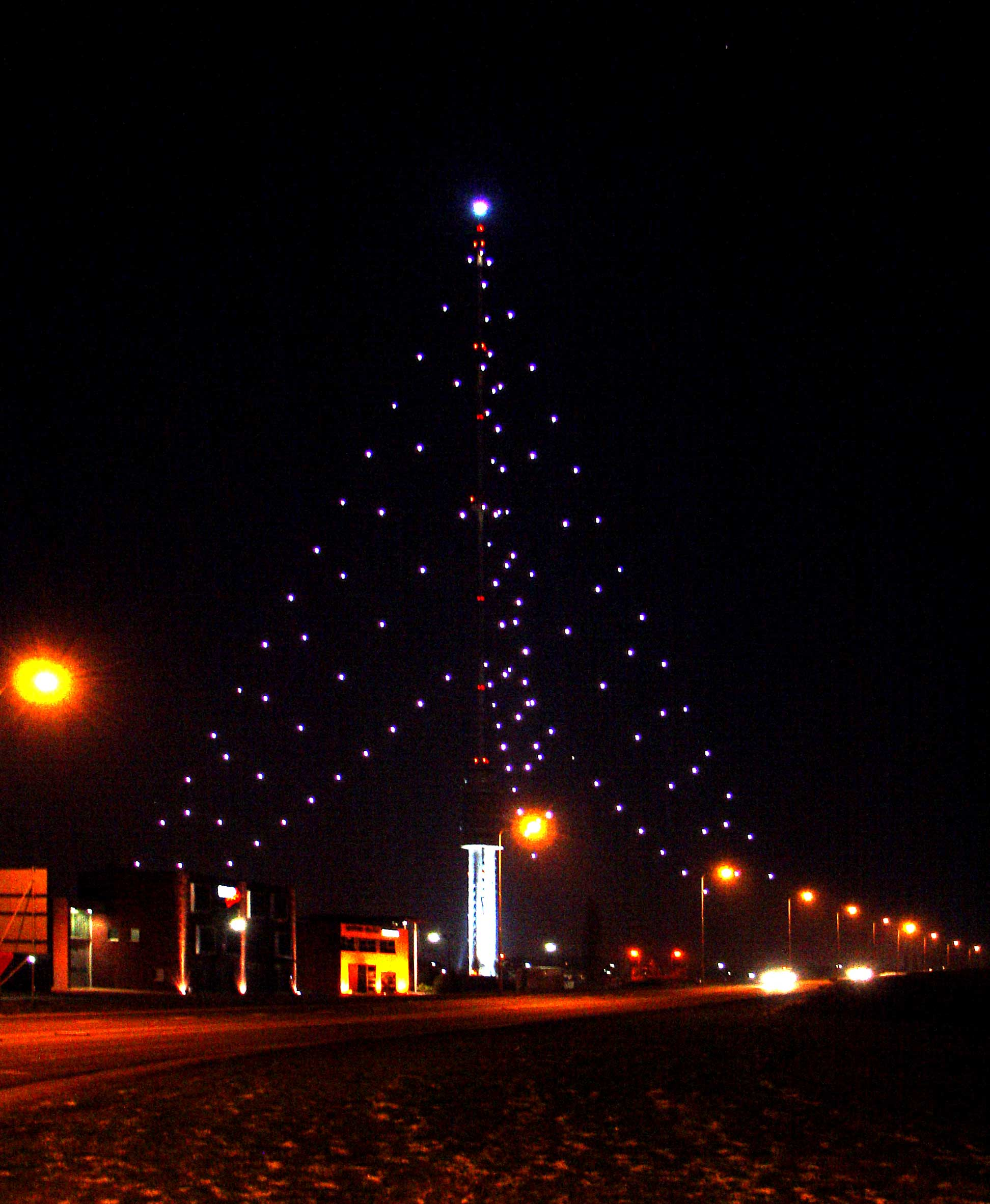
De als 'kerstboom' opgetuigde Gerbrandytoren in IJsselstein

Sinds 1992 is tijdens de kerstperiode in het Nederlandse IJsselstein de grootste 'kerstboom' van Nederland te zien dankzij zo'n 120 lampen in de tuidraden van de Gerbrandytoren. De Gerbrandytoren is een 366,8 meter hoge zendmast in het Nederlandse IJsselstein voor FM-radio- en televisie-uitzendingen. De toren is goed zichtbaar vanaf de A2, de A12 en de A27. Ook in dorpen en steden rondom IJsselstein is de verlichte mast goed te zien, bij gunstige weersomstandigheden tot op ruim 30 kilometer afstand. Het is ieder jaar maar de vraag of de lichtjes weer gaan branden, omdat het optuigen en afbreken van de "boom" zo'n €65.000,- kost en volledig door sponsoren betaald wordt. Ieder jaar wordt de grootste kerstboom ontstoken op de eerste zaterdag na Sinterklaas en brandt dan tot 6 januari (Driekoningen).
De 'kerstboom' wordt ontstoken tijdens een speciale ceremonie die plaatsvindt op het Podiumterrein in IJsselstein. Tijdens deze ceremonie, waarbij verschillende artiesten optreden ontsteekt een BN'er de boom door op het podium op een grote knop te drukken.
De kerstboom bleef achterwege in 1995 (defect aan tuidraden), 1999 en 2001 (te hoge kosten), 2002 (werkzaamheden aan de toren), 2006 (probleem met organisatie) en 2017 (blikseminslag op dag van het ontstekingsevenement). In 2011 bleef de kerstboom in de traditionele vormgeving achterwege wegens herstelwerkzaamheden aan de eerder door brand getroffen antenne-installatie. Wel was boven op de toren de "piek" geplaatst (net als in andere jaren in de vorm van een felle witte lamp) en er waren aan de voeten van de tuidraden zoeklichten geplaatst die naar de top gericht waren. Hiermee werd getracht toch een soort kerstboom te creëren, maar het effect was minder spectaculair dan in voorgaande jaren. In 2012 werd de grootste kerstboom weer zichtbaar. In 2020 en 2021 werden vanwege de coronacrisis, die in 2020 begon en Nederland deze jaren rond Kerstmis stillegde, camera's opgehangen in de kerstboom, zodat deze gedurende de brandperiode gestreamd kon worden via internet. De mensen konden dan de kerstboom thuis zien branden. Hiermee vormde de kerstboom een 'lichtpuntje' in deze jaren waarin het lastig was om samen Kerstmis te vieren vanwege de lockdowns.